# Кармона, Сальвадор
Сальвадо́р Кармо́на, полное имя Хосе́ Сальвадо́р Кармо́на А́льварес (исп. José Salvador Carmona Álvarez; 22 августа 1975, Мехико) — мексиканский футболист, выступавший на позиции флангового (правого) защитника.

## Биография
Один из лучших защитников в мексиканском футболе второй половины 1990-х и первой половины 2000-х годов. В составе сборной Мексики — победитель Кубка конфедераций 1999 года, дважды победитель Золотого Кубка КОНКАКАФ, по два раза принимал участие в чемпионатах мира и Кубках Америки. В 1998 году сыграл один матч на чемпионате мира против сборной Нидерландов, а в 2002 году провёл все 4 игры Мексики на турнире в Японии и Корее.
Сальвадор начал карьеру в «Толуке» в 18-летнем возрасте и пребывал в этой команде 7 лет. За это время он трижды выигрывал чемпионат страны, причём титул летних чемпионов 1998 года стал для «Толуки» первым за 2 десятилетия. Затем Кармона на протяжении сезона выступал за гвадалахарском «Атланте», после чего вернулся в «Толуку» и выиграл с ней в своём последнем сезоне четвёртый титул чемпиона Мексики. В 2004 году Кармона выступал за «Гвадалахару», а последние годы в профессиональной карьере провёл в «Крус Асуле».
В ходе Кубка конфедераций 2005 года после матча со сборной Бразилии в крови Кармоны был обнаружен допинг. Этот скандал в итоге заставил футболиста завершить карьеру в сборной, но и клубная карьера продолжалась недолгое время. В 2007 году он объявил о завершении карьеры футболиста. В последующих интервью он обвинил руководство Федерации футбола Мексики в том, что они подставили его и заранее знали, что его допинг-проба может быть положительной. На данный момент футболист безуспешно пытается доказать свою невиновность и через суд добиться моральной компенсации от Федерации.

## Достижения
- Чемпион Мексики (3): 1998[3], 1999 (Летний)[4], 2000 (Летний)[5], 2002 (Апертура)[6]
- Победитель Кубка конфедераций (1): 1999
- Победитель Золотого Кубка КОНКАКАФ (2): 1998, 2003